# Nelétavý pták

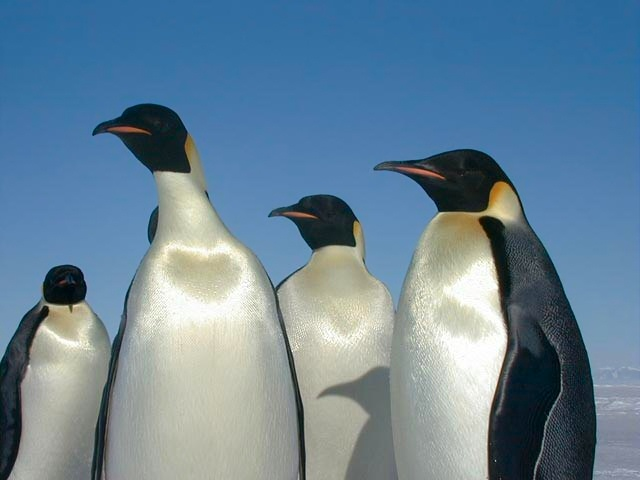
Tučňák císařský (Aptenodytes forsteri; anglicky Emperor penguin) je nejvyšší a nejtěžší ze všech tučňáků.

Nelétaví ptáci jsou druhy ptáků, které během evoluce ztratily schopnost létat. V současnosti žije kolem 40 druhů nelétavých ptáků. Jsou známy celkem čtyři typy příčin, proč se nelétavost vyvinula:
- Pro ptáky příliš velké, jako jsou pštrosi, je létání energeticky nevýhodné. Největší létající druhy mají okolo 15 kg, nad touto hranicí již žádní létající ptáci v současnosti známí nejsou.
- Jiní ptáci ztratili schopnost létat výměnou za zvýšenou schopnost pohybu ve vodě, například tučňáci.
- Dále létavost ztratili někteří obyvatelé menších ostrovů, kde nebyly přítomny šelmy, před nimiž by bylo třeba ulétnout; sem patří například kiviové. Mnoho podobných druhů vyhynulo poté, co na ostrovy lidé zavlekli kočky, krysy a další ptákům nebezpečné druhy.
- Schopnost létání postrádají také některá plemena domácích ptáků, která tak byla vyšlechtěna, například slepice hedvábnička.